# Vyšné Repaše
Vyšné Repaše es un municipio del distrito de Levoča en la región de Prešov, Eslovaquia, con una población estimada a final del año 2024 de 92 habitantes.
Se encuentra ubicado al suroeste de la región, cerca del río Hernád (cuenca hidrográfica del río Tisza) y de la frontera con la región de Košice.

## Demografía
| Año        | 1994 | 2004     | 2014    | 2024     |
| ---------- | ---- | -------- | ------- | -------- |
| Población  | 143  | 115      | 104     | 92       |
| Diferencia |      | −19,58 % | −9,56 % | −11,53 % |

| Año        | 2023 | 2024    |
| ---------- | ---- | ------- |
| Población  | 90   | 92      |
| Diferencia |      | +2,22 % |